# Jeremias II av Konstantinopel

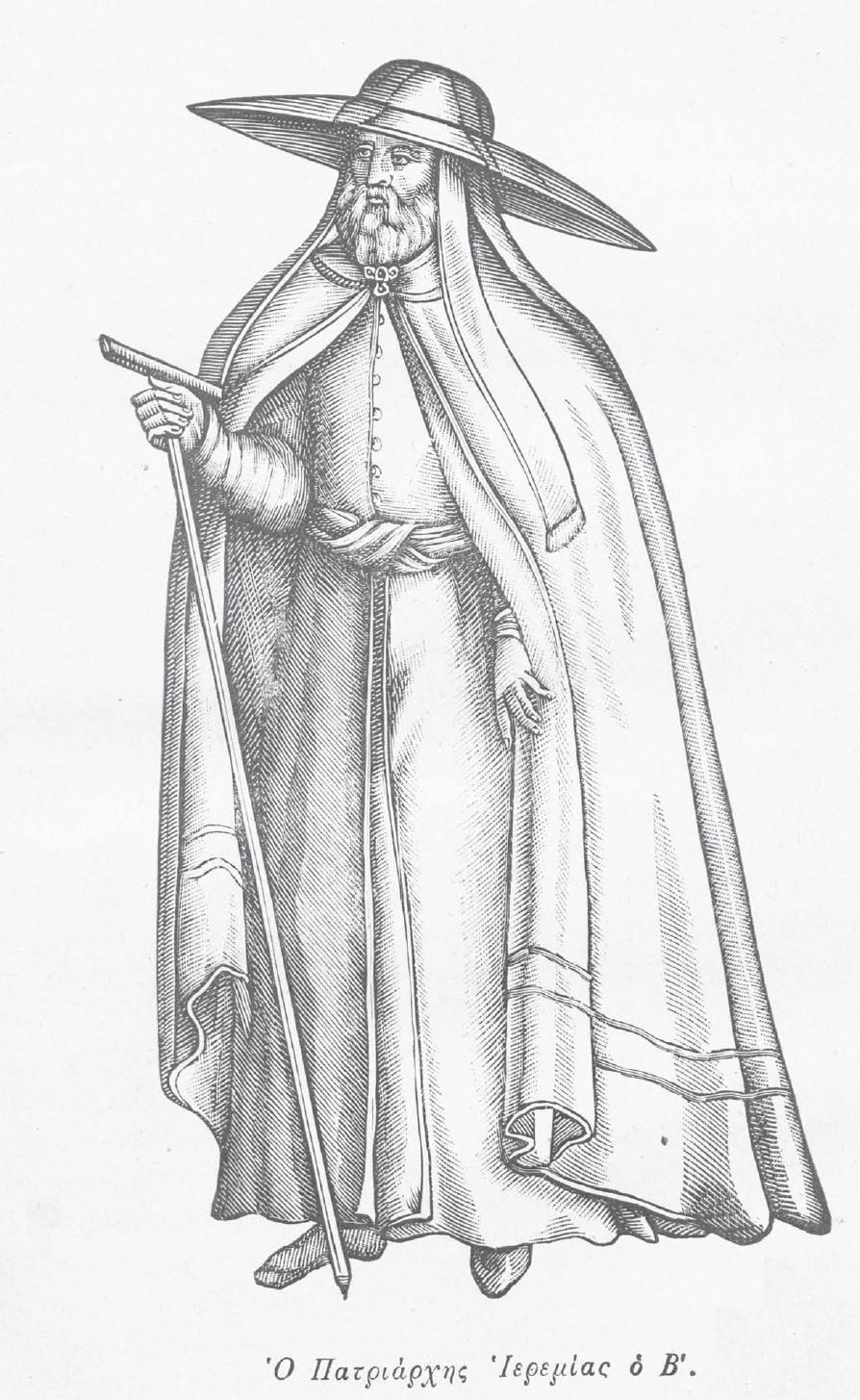
Jeremias II av Konstantinopel

Jeremias II Tranos, född omkring 1530, död september 1595, var ekumenisk Patriark av Konstantinopel vid tre tillfällen mellan 1572 och 1595.

## Biografi
Jeremias Tranos föddes i Ankialos, i en inflytelserik grekisk familj. Hans exakta födelsedatum är inte känt, men troligtvis 1530. Dock föreslår vissa forskare 1536. Han läste för den tidens främsta grekiska lärare och blev tidigt munk. Han understöddes av den rike mannen Michael Kantakouzenos och blev biskop i Larissa cirka 1568.

## Den grekiska augsburgska trosbekännelsen
Åren 1576–1581 genomförde Jeremias II de första viktiga teologiska dialogerna mellan ortodoxa och protestanter. 24 maj 1575 visade lutheranerna Jakob Andreae och Martin Crusius från Tübingen en översatt kopia av den augsburgska trosbekännelsen. Jeremias II skrev tre texter kända som "Svar", vilka underströk att ortodoxa kyrkan inte ville genomföra en reformation. Lutheranerna besvarade de två första breven, men det tredje slutade med en låsning mellan de båda parterna. Det viktiga med dessa utbyten är vad deras roll kommit att betyda. För första gången visades det på ett exakt och tydligt sätt hur de ortodoxa och de reformerade kyrkorna stod i relation till varandra.

## Prestationer
Jeremias II är känd för sin roll under etablerandet av Moskvapatriarkatet under sin resa till Ryssland 1589. Inledningsvis föreslog Jeremias sig själv som första patriarken av Moskva, men Boris Gudunov föreslog att residenset skulle ligga i Vladimir Osmanska Grekland, en mycket fattig stad vid den tidpunkten. I stället vigde Jeremias Godunovs bundsförvant, Metropoliten Job, till patriark.